# Yeferson Soteldo
Yeferson Julio Soteldo Martínez (ur. 30 czerwca 1997 w Acarigui) – wenezuelski piłkarz grający na pozycji skrzydłowego lub ofensywnego pomocnika w klubie Santos oraz reprezentacji Wenezueli.

## Kariera klubowa
Soteldo dorosłą karierę rozpoczął w Zamora FC. Z tą drużyną zdobył Primera División Venezolana w roku 2014, 2015 i 2016. W 2016 roku zdecydował się wyjechać do Chile, gdzie grał w CD Huachipato oraz Club Universidad de Chile.
W 2019 przeniósł się do Santosu. W tym samym roku jego zespół zajął drugie miejsce w Campeonato Brasileiro Série A. W 2020 dotarł do finału Copa Libertadores. Wystąpił w tym meczu, ale jego drużyna przegrała 0:1 z Palmeiras.
W 2021 stał się piłkarzem Toronto FC. Po roku przeniósł się do Tigres UANL. Już w pierwszym sezonie został wypożyczony do Santosu. Po sezonie zdecydował się na stałe powrócić do brazylijskiego klubu. W 2024 udał się na wypożyczenie do Grêmio. Z klubem od razu wygrał Campeonato Gaúcho.

## Kariera reprezentacyjna
Występował w młodzieżowych drużynach Wenezueli: U-20 i U-23. W dorosłej reprezentacji Wenezueli zadebiutował 2 lutego 2016 w meczu z Kostaryką. Pierwszą bramkę w kadrze zdobył 19 listopada 2019 przeciwko Japonii. Został powołany na Copa América 2019 i 2021.